# Corning (Wisconsin)
Corning – miasto w Stanach Zjednoczonych, w stanie Wisconsin, w hrabstwie Lincoln.